# Dolichiscus tenuispinis
Dolichiscus tenuispinis is een pissebed uit de familie Austrarcturellidae. De wetenschappelijke naam van de soort is voor het eerst geldig gepubliceerd in 1898 door Benedict.